# Tachaea lacustris
Tachaea lacustris là một loài chân đều trong họ Corallanidae. Loài này được Weber miêu tả khoa học năm 1892.